# Novomîkolaiivka, Pokrovske
Novomîkolaiivka (în ucraineană Новомиколаївка) este un sat în comuna Berezove din raionul Pokrovske, regiunea Dnipropetrovsk, Ucraina.

## Demografie
Componența lingvistică a localității Novomîkolaiivka
     Ucraineană (95,48%)
     Rusă (4,52%)
Conform recensământului din 2001, majoritatea populației localității Novomîkolaiivka era vorbitoare de ucraineană (95,48%), existând în minoritate și vorbitori de rusă (4,52%).